# 1re législature de la Colombie-Britannique

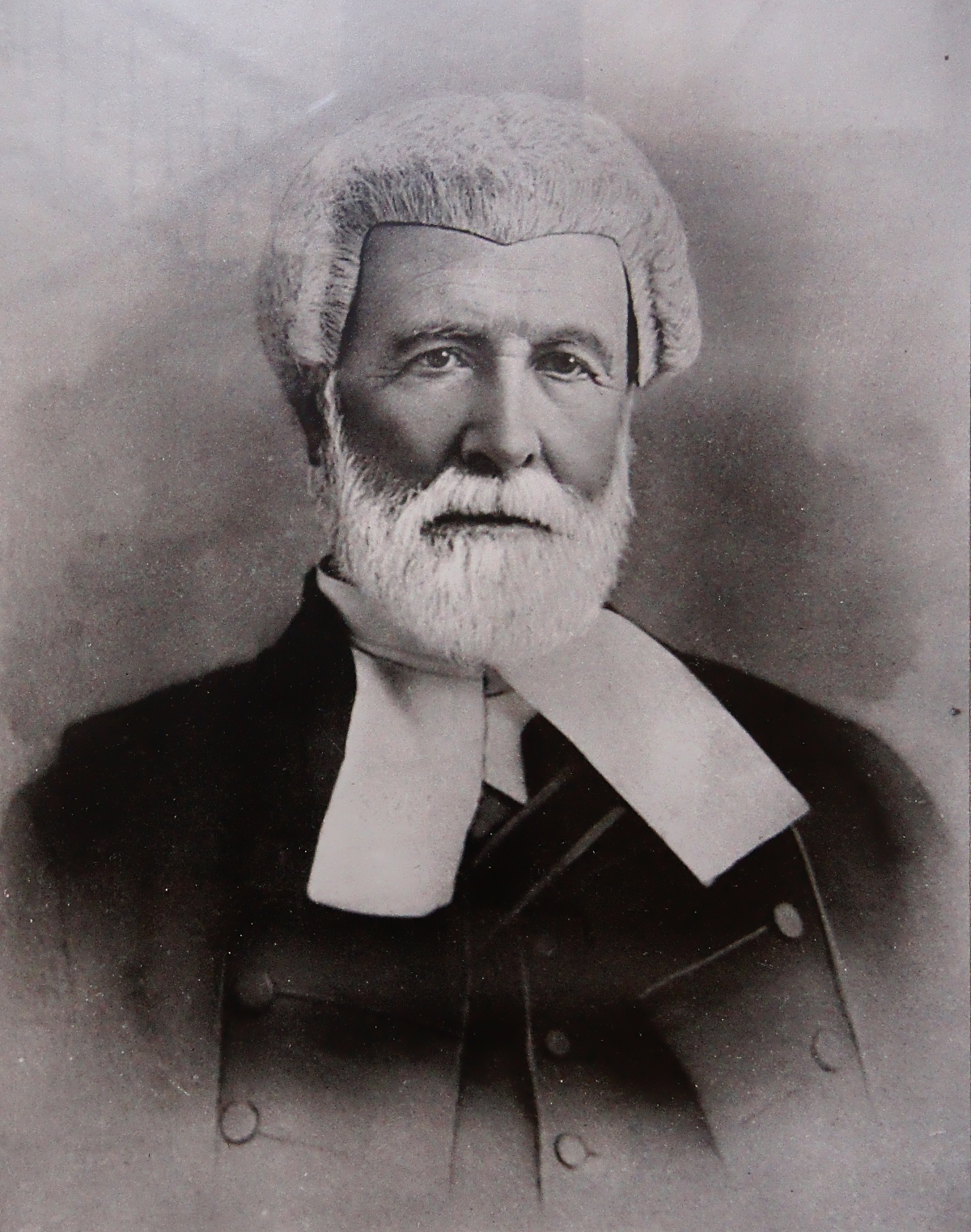
John Foster McCreight, premier ministre (1871-1872)

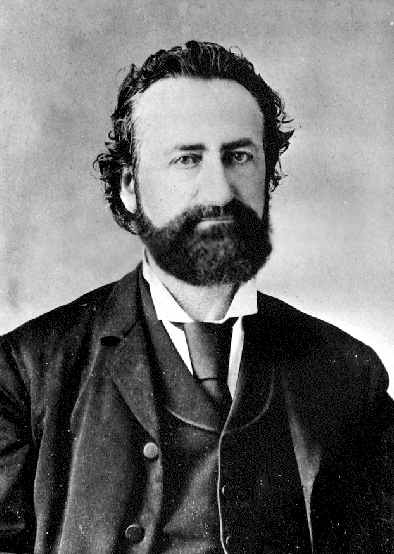
Amor De Cosmos, premier ministre (1872-1874)

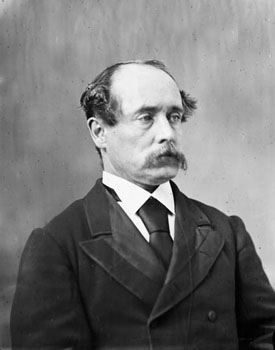
George Anthony Walkem, premier ministre (1874-1876)

La 1re législature de la Colombie-Britannique a siégé de 1871 à 1875. Ses membres sont élus lors de l'élection générale de 1871 (en) et John Foster McCreight est chargé de former le premier cabinet. En décembre 1872, le gouvernement est défait lors d'une motion de censure et Amor De Cosmos est appelé à former un nouveau cabinet. Lorsque De Cosmos est élu à la Chambre des communes du Canada en février 1874, George Anthony Walkem devient premier ministre.
Il y a eu quatre sessions durant la 1re législature.
| Session | Début            | Fin             |
| ------- | ---------------- | --------------- |
| 1re     | 15 février 1872  | 11 avril 1872   |
| 2e      | 17 décembre 1872 | 21 février 1873 |
| 3e      | 18 décembre 1873 | 2 mars 1874     |
| 4e      | 1er mars 1875    | 22 avril 1875   |

## Membre de la 1relégislature
| Député                | Circonscription          |
| --------------------- | ------------------------ |
| George A. Walkem      | Cariboo                  |
| Joseph Hunter         | Cariboo                  |
| Cornelius Booth       | Cariboo                  |
| John Ash              | Comox                    |
| William Smithe        | Cowichan                 |
| John Paton Booth      | Cowichan                 |
| A. Rocke Robertson    | Esquimalt                |
| Henry Cogan           | Esquimalt                |
| John Andrew Mara      | Kootenay                 |
| Charles Todd          | Kootenay                 |
| Andrew T. Jamieson    | Lillooet                 |
| T. B. Humphreys       | Lillooet                 |
| John Robson           | Nanaimo                  |
| Henry Holbrook        | New Westminster City     |
| Josiah Charles Hughes | New Westminster District |
| William Armstrong     | New Westminster District |
| Robert Beaven         | Victoria City            |
| John Foster McCreight | Victoria City            |
| Simeon Duck           | Victoria City            |
| James Trimble         | Victoria City            |
| Amor De Cosmos        | Victoria District        |
| Arthur Bunster        | Victoria District        |
| Robert Smith          | Yale                     |
| James Robinson        | Yale                     |
| Charles A. Semlin     | Yale                     |

## Élections partielles
À cette période, une élection partielle était requise à la suite de la nomination d'un député au cabinet. Tous les membres du cabinet ont été réélus sans opposition.
- A. Rocke Robertson, Secrétaire provincial[1], réélu le 28 novembre 1871
- Henry Holbrook, Chef-commissaire des Terres et Travaux (Chief Commissioner of Lands and Works)[1], réélu le 28 novembre 1871
- George A. Walkem, ministre des Finances[1], réélu le 23 février 1872
- John Ash, secrétaire provincial[4], réélu le 11 janvier 1873
- Robert Beaven, Chef-commissaire des Terres et Travaux (Chief Commissioner of Lands and Works)[5], réélu le 6 janvier 1873
- William Armstrong, ministre des Finances et de l'Agriculture[6], réélu le 21 mars 1873

D'autres élections partielles ont été tenues pour diverses autres raisons:
| Circonscription   | Député élu                  | Élection         | Motif |
| ----------------- | --------------------------- | ---------------- | --- |
| Cariboo           | John George Barnston        | 22 juin 1872     | C. Booth est nommé juge |
| Lillooet          | William Saul                | 21 décembre 1872 | Décès de A.T. Jamieson en octobre 1872 |
| Victoria District | William Archibald Robertson | 26 février 1874  | A. Bunster et A. de Cosmos sont élus au Fédéral                                                                                                |
| Victoria District | William Fraser Tolmie       | 26 février 1874  | A. Bunster et A. de Cosmos sont élus au Fédéral                                                                                                |
| Lillooet          | Thomas Basil Humphreys      | 17 novembre 1874 | les deux membres ont démissionné dans une "dispute entre les deux gentlemans quant à savoir qui représente le sentiment populaire du district" |
| Lillooet          | William M. Brown            | 17 novembre 1874 | les deux membres ont démissionné dans une "dispute entre les deux gentlemans quant à savoir qui représente le sentiment populaire du district" |